# أمير مكري
أمير مكري (بالفارسية: امیر مکری) (بالإنجليزية: Amir Mokri)‏ ، من مواليد 11 يونيو 1956م في إيران، هاجر إلى الولايات المتحدة عام 1977م، شارك في التصوير السينمائي لعدة أفلام، ومنها فيلم مان إوف ستيل.